# Денисівка (Лубенський район)
Денисі́вка — село в Україні, у Оржицькій селищній громаді Лубенського району Полтавської області. Населення становить 884 осіб. До 2020 орган місцевого самоврядування — Денисівська сільська рада.

## Географія
Село Денисівка розташоване на правому березі річки Оржиця, за 18 км від центру громади, за 22 — від залізничної станції Драбів. Вище за течією на відстані 4,5 км розташоване село Круподеринці, нижче за течією на відстані 4 км розташоване село Теремецьке, на протилежному березі — село Золотухи. На відстані 0,5 км розташоване село Чмихалове. По селу протікає пересихаючий струмок з загатою.

## Символіка
Герб і прапор затверджені 26 лютого 2004 р. рішенням XII сесії сільської ради IV скликання.
Щит розтятий на лазурове і червоне поля, у центрі — розгорнута срібна книга в золотій оправі, накладена на дві перехрещені срібні із золотими руків'ями шаблі вістрями додолу, над ними — золоте «сонце-соняшник»; на сторінці книги — червона літера «Д». Щит обрамований декоративним картушем i увінчаний золотою сільською короною.
Книга розповідає про історичні та культурні традиції села, у якому була заснована перша школа серед сіл краю. Шаблі свідчать про козацьку славу й боротьбу за незалежність. Сонце уособлює життя, вічність, тепло й світло. Поділ на червоне та лазурове поля вказує на героїчне минуле та світле чисте майбутнє.

## Історія
Коли засноване село, точно сказати не можна. На території сучасного села ще в XVI столітті існували Канівські угіддя, які тяглися від річки Сули вгору, до впадання річки Чумгак в Оржицю. Денисівку наніс на свою карту французький інженер Гійом де Боплан у 30-х роках XVII століття. До визвольної війни 1648—1654 рр. село було у володінні Вишневецьких. В час війни було віднесене до Яблунівської сотні Лубенського полку.
У 1859 році, перед ліквідацією кріпацтва, Денисівка — село власницьке і козацьке, нараховувало 254 двори, де було 1749 жителів, з них кріпаків менше 100 душ. Денисівка мала сільське училище, сільську управу, церкву, відбувалися 3 ярмарки. Із 1861 року Денисівка — центр волості. 1865 р. була відкрита школа паном В. В. Лесевичем, у 1884 р. він збудував нове приміщення школи.
На межі XIX—XX століть у селі працювали 1 земська установа, 4 медичні заклади, щороку 9 березня і 6 листопада проходили ярмарки. Село належало В. В. Лесевичу, після його смерті перейшло до його дочки Юлії Леонтович. За переписом 1900 р. у Денисівці є 302 двори селян — козаків і 62 — селян-власників, проживає 2981 житель, селяни утримують 3633 га землі. В період революції 1905 р. відбувалися сутички селян із військами. Перепис 1910 р. вказував, що в селі діяли 2 парові машини з просушкою, селяни були в основному хліборобами та ремісниками: шевці, кравці, ткачі, столяри. У часи столипінської реформи біля села виникає ряд дрібних хуторів.
У 1923 р. ліквідовується волосний поділ. Села Денисівської сільської ради входять до Яблунівського району, а з лютого 1931 р. — Оржицького. У 1931 р. в селі було 2124 жителі. Під час колективізації населення по Денисівській сільській раді було 3448 чоловік, які проживали в 676 дворах. За ними закріплено було землі 4456 десятин. Результатом колективізації стало утворення колгоспів у селі Денисівка «Червоний партизан» і «Нове життя», у хуторі Чмихалів — «Червоний орач», у хуторі Теремецький — «Вільна праця». Денисівку не минули і трагічні голодні 1932—1933 роки, точні цифри померлих невідомі, за спогадами померло до 300 чоловік. Колгоспники мали досягнення в праці. Так, у 1939 р. учасниками першої ВДНГ в Москві стали А. К. Чепа, Г. Т. Недайвода, О. І. Зубенко, а Є. Г. Минка була на ній удостоєна Малої срібної медалі за вирощення 22,6 поросят від свиноматки.
Восени 1941 р. в Денисівці в ході німецько-радянської війни здійснювали прорив із кільця оточення в напрямку Золотух частини військ Південно-Західного фронту Червоної Армії СРСР, серед них 116, 264, 196 стрілецькі дивізії. Радянським частинам не вдалося здійснити свій план. У полон потрапили тисячі бійців і командирів Червоної Армії. Населення, як могло, допомагало переховуватись оточеним. На фронтах війни на стороні СРСР загинуло 173 жителі. Під час німецької окупації гітлерівці розстріляли двох: І. П. Шаповаленка і О. М. Бублика. На роботи до Німеччини було вивезено 230 жителів. Село зазнало значних матеріальних збитків.
За 5 післявоєнних років Денисівка піднялася з руїн. У 1950 р. три господарства сільської ради об'єдналися в один колгосп «Червоний партизан», де вирощували високі урожаї зернових і технічних культур, дорідних овочів, добрих успіхів досягали тваринники. Великий внесок у розвиток села зробили голови правлінь Х. Д. Тимошенко, Д. І. Усенко, О. Б. Сабадаш.
12 червня 2020 року, відповідно до розпорядження Кабінету Міністрів України № 721-р «Про визначення адміністративних центрів та затвердження територій територіальних громад Полтавської області», село увійшло до складу Оржицької селищної громади.
19 липня 2020 року, в результаті адміністративно - територіальної реформи та ліквідації  Оржицького району, село увійшло до складу новоутвореного Лубенського району.

## Населення
Згідно з переписом УРСР 1989 року чисельність наявного населення села становила 954 особи, з яких 416 чоловіків та 538 жінок.
За переписом населення України 2001 року в селі мешкали 884 особи.

### Мова
Розподіл населення за рідною мовою за даними перепису 2001 року:
| Мова       | Відсоток |
| ---------- | -------- |
| українська | 97,29 %  |
| російська  | 2,49 %   |
| білоруська | 0,23 %   |

## Сьогодення
На сьогоднішній день у селі працює загальноосвітня школа I—III ступенів ім. В. В. Лесевича, у якій навчається 118 учнів, дитячий садок «Казка» на 50 місць в якому виховується дві групи дітей, сільська і шкільна бібліотеки, будинок культури, аптека, лікарня, пошта, магазини, церква. Гордістю села є Аматорський Народний Духовий Оркестр сільського будинку культури (керівник В. І. Бурий), Фізкультурно-спортивний клуб «Старт» Денисівка.
Побудовані житлові будинки, млин, пекарня, тік, гараж, є тракторна бригада, молочнотоварна ферма, столярна майстерня і пилорама. У селі є два парки і два ставки, через Денисівку проходить шосейна дорога.

## Видатні люди
- Ворона Петро Васильович — український політик, голова Полтавської обласної ради.
- Жайворонок Віталій Вікторович — український мовознавець, доктор філологічних наук (1990), професор (1992). Укладач фундаментальних словників.
- Кожушний Марко Прокопович (8 травня 1904, с. Денисівка — 1938, тюрма НКВД СРСР). Український поет-пісняр, журналіст.
- Лесевич Володимир Вікторович — український філософ, уродженець цього села Денисівка.
- Шаповаленко Таїсія Василівна — українська журналістка, поетеса, краєзнавиця.